# Kazimierz Cichowski
Kazimierz Cichowski ps. Hrabia, Anatol, Wysocki, Jasiński (ur. 7 grudnia 1887 w Klimkiewiczowie, zm. 26 października 1937 w Moskwie) – działacz polskiego i międzynarodowego ruchu komunistycznego i robotniczego.

## Życiorys
Syn Teresy z Łubieńskich i Henryka, wnuk Romana, brat Henryka, siostrzeniec Bernarda Łubieńskiego, praprapraprawnuk Marii Amalii z Brühlów Mniszchowej.
Od 1898 uczeń gimnazjum w Sosnowcu, gdzie od 1904 r. był czynny w rewolucyjnym ruchu młodzieżowym. Przeniesiony do gimnazjum w Warszawie, skąd usunięty za udział w strajkach szkolnych 1905-06. W 1907 r. zdał maturę w Petersburgu, w tym czasie wstąpił tam do SDKPiL. W latach 1907–1909 w Liège jako student Politechniki, skąd usunięty za działalność polityczną. W latach 1909–1910 w Warszawie jako pracownik bankowy, ożenił się z Janiną z Podgórskich. W latach 1910–1913 na Wydziale Prawa Uniwersytetu w Paryżu, ponownie usunięty politycznie. Następnie w Warszawie jako pracownik Centralnego Towarzystwa Rolniczego, a następnie Międzynarodowego Banku Handlowego. W ramach ewakuacji banku wskutek działań wojennych od 1915 r. (wraz z żoną i dziećmi - Jadwigą i Zbigniewem) w Piotrogrodzie. 
Brał udział w rewolucji październikowej. Sekretarz piotrogrodzkiej grupy SDKPiL. Od grudnia 1917 r. zastępca szefa Komisariatu do Spraw Polskich w Ludowym Komisariacie Narodowości. W latach (1918-20) działał na terenie Litwy i Białorusi m.in. jako członek KC Komunistycznej Partii Litwy, w Wileńskiej Radzie Delegatów Robotniczych oraz w działającym 1919 w Wilnie w Tymczasowym Rządzie Robotniczo-Chłopskim Litwy jako komisarz ludowy rolnictwa i jako przewodniczący Centralnego Komitetu Wykonawczego Rad Delegatów Robotniczych Litewsko-Białoruskiej Republiki Radzieckiej. Członek KC (15 osobowego) Komunistycznej Partii Litwy i Białorusi oraz Komunistycznej Partii Galicji Wschodniej. W 1919 i 1920 r. był zwolennikiem przeniesienia do Polski rewolucji z pomocą Armii Czerwonej. Od maja 1920 r. zastępca członka Biura Polskiego. Przedstawiciel Biura Polskiego przy Radzie Wojskowo – Rewolucyjnej frontu zachodniego Armii Czerwonej .
W 1921 r. w Berlinie jako Przedstawiciel KPRP (od 1925 r. przyjęła nazwę KPP), a następnie w Polsce. Aresztowany 30 października 1921 we Lwowie i jako jeden z głównych oskarżonych podczas procesu działaczy Komunistycznej Partii Galicji Wsch. w tzw. procesie świętojurskim w 1923 r. skazany na 3 lata więzienia. Karę odbywał w więzieniach we Lwowie i w Chęcinach, gdzie pisał dla "Trybuny Robotniczej" pod pseud. K. Jurowicz.  W 1925-29 członek KC KPP, a 1925-27 Biura Politycznego tej partii. W latach 1928–29 sekretarz komunistycznej frakcji poselskiej w Sejmie. W latach 1927–1929 trzykrotnie aresztowany w Łodzi, Berlinie i 18 marca 1929 roku w Warszawie. W 1930 r. skazany na 8 lat ciężkiego więzienia na Świętym Krzyżu.

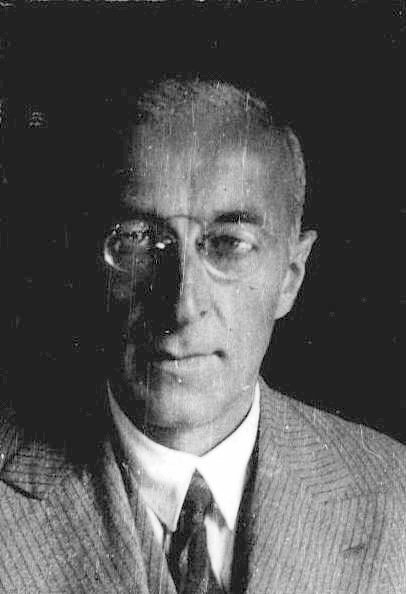
Kazimierz Cichowski

W 1932 r. w ramach granicznej wymiany więźniów politycznych przekazany do ZSRR, gdzie (już jako rozwiedziony i związany z Wiktorią Lisowską-Cichowską) pracował w organizacjach międzynarodowego ruchu robotniczego jako przedstawiciel Komitetu Wykonawczego Kominternu. Od grudnia 1936 r. podczas wojny domowej w Hiszpanii jako jeden ze współorganizatorów Brygad Międzynarodowych (m.in. w Albacete, jako naczelnik wydziału kadr).
W sierpniu 1937 r. w Paryżu, skąd pomimo ostrzeżeń, wyjechał do ZSRR dla podjęcia starań uwolnienia współtowarzyszy z kierownictwa KPP aresztowanych przez NKWD. 21 sierpnia 1937 r. aresztowany w Moskwie przez NKWD i tam 26 października 1937 roku skazany przez Kolegium Wojskowe Sądu Najwyższego ZSRR na karę śmierci z zarzutu o udział w szpiegowsko-dywersyjnej organizacji terrorystycznej.
Stracony tego samego dnia i po kremacji w krematorium na Cmentarzu Dońskim prochy pochowano anonimowo (obecnie Mogiła Zbiorowa nr 1 na Nowym Cmentarzu Dońskim).
Zrehabilitowany całkowicie postanowieniem Kolegium Wojskowego Sądu Najwyższego ZSRR z dnia 28 października 1955 r.
Jego symboliczny grób znajduje się na cmentarzu Powązkowskim w Warszawie (kwatera 104-5-23).